# Смирненський (Русенська область)
Сми́рненський (болг. Смирненски) — село в Русенській області Болгарії. Входить до складу общини Ветово.

## Населення
За даними перепису населення 2011 року у селі проживала 2171 особа.
Національний склад населення села:
| Національність   | Кількість осіб | Відсоток |
| ---------------- | -------------- | -------- |
| турки            | 1843           | 86,1%    |
| болгари          | 233            | 10,9%    |
| цигани           | 43             | 2,0%     |
| інша             | 12             | 0,6%     |
| не визначились   | 10             | 0,5%     |
| Всього відповіли | 2141           |          |

Розподіл населення за віком у 2011 році:
Динаміка населення: